# Erzbistum Cosenza-Bisignano
Das Erzbistum Cosenza-Bisignano (lateinisch Archidioecesis Cosentina-Bisinianensis, italienisch Arcidiocesi di Cosenza-San Marco e Bisignano) ist eine in Italien gelegene Erzdiözese der römisch-katholischen Kirche mit Sitz in Cosenza.
Das Bistum Cosenza wurde im 7. Jahrhundert errichtet und im Jahr 1150 zum Erzbistum erhoben. Am 4. April 1979 wurde es mit den Territorien des Bistums San Marco und Bisignano vereinigt, die vor der Zusammenlegung des Bistums Bisignano mit dem Bistum San Marco die Diözese Bisignano bildeten und zum Erzbistum Cosenza und Bisignano umbenannt. Seit dem 30. September 1986 führt die Diözese den Namen Erzbistum Cosenza-Bisignano.
Am 30. Januar 2001 erhob Papst Johannes Paul II. es zum Metropolitan-Erzbistum und unterstellte ihm die Bistümer Cassano all’Jonio, Rossano-Cariati und San Marco Argentano-Scalea als Suffragandiözesen.
In der Diözese Cosenza lag das erste Kloster der von Joachim von Fiore gegründeten Florenser, die Abtei San Giovanni in Fiore.

## Weblinks

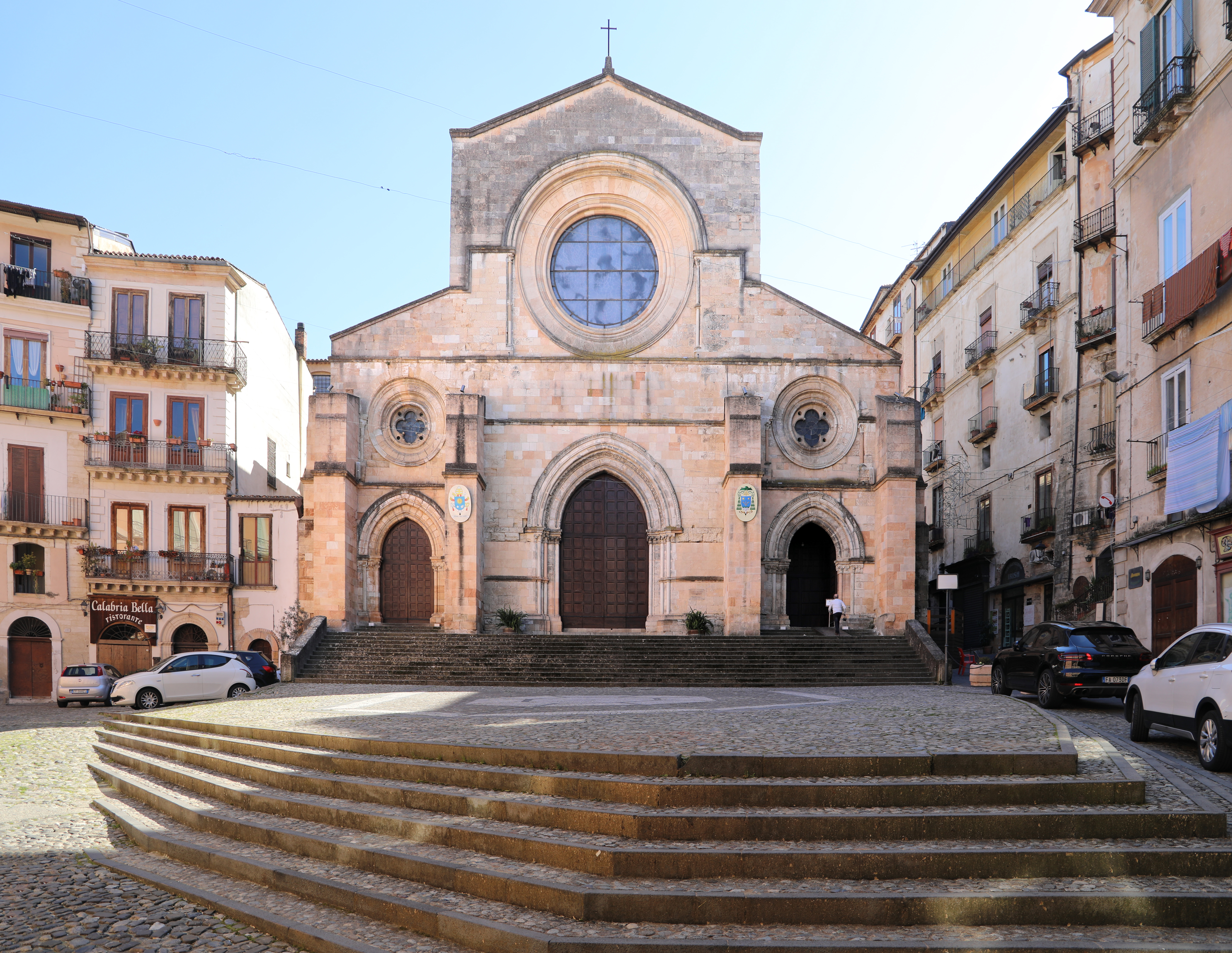
Kathedrale Santa Maria Assunta in Cosenza

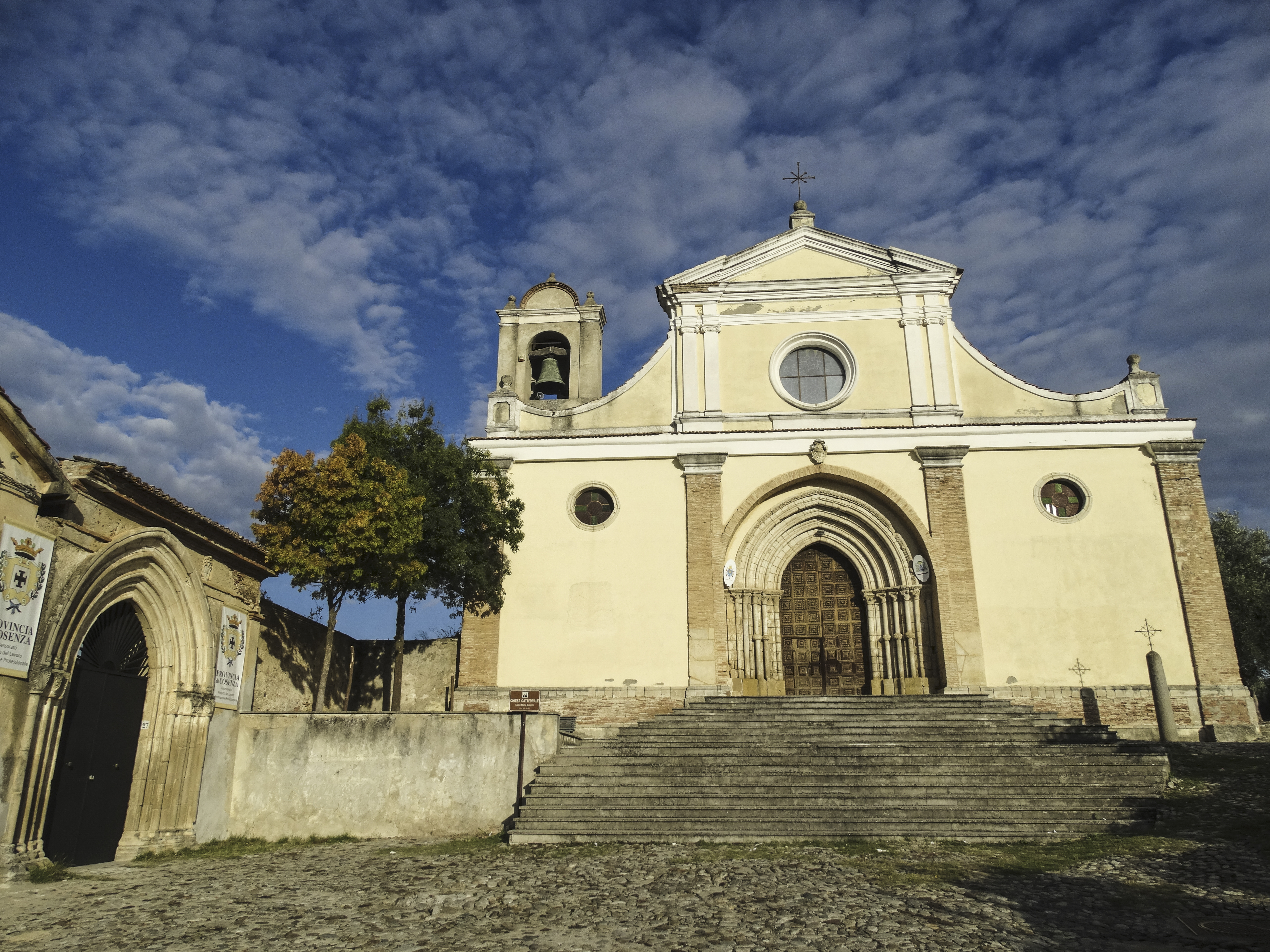
Konkathedrale Santa Maria Assunta in Bisignano